# Newman College

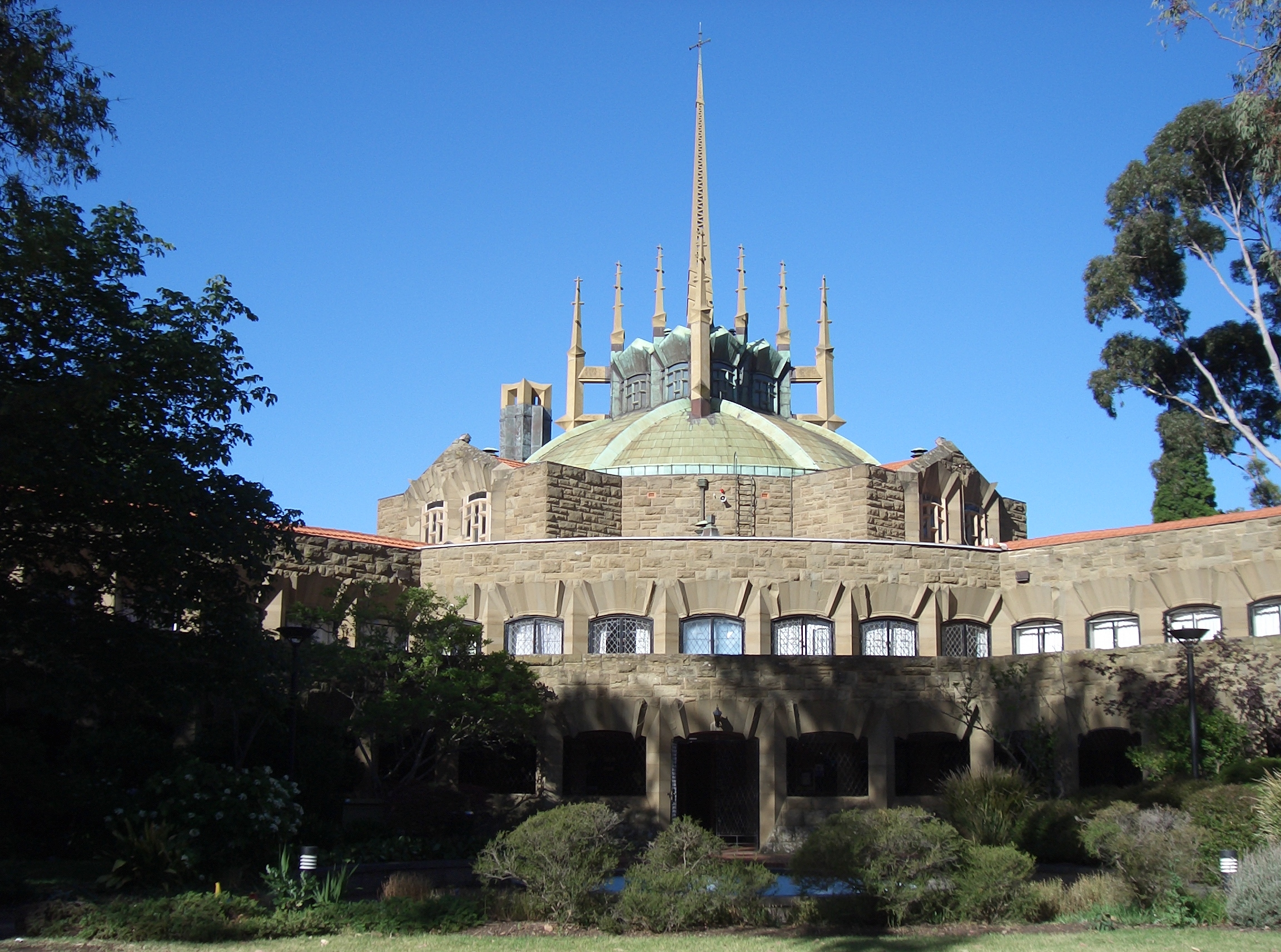
Facciata della sala mensa, progettata da Burley Griffin

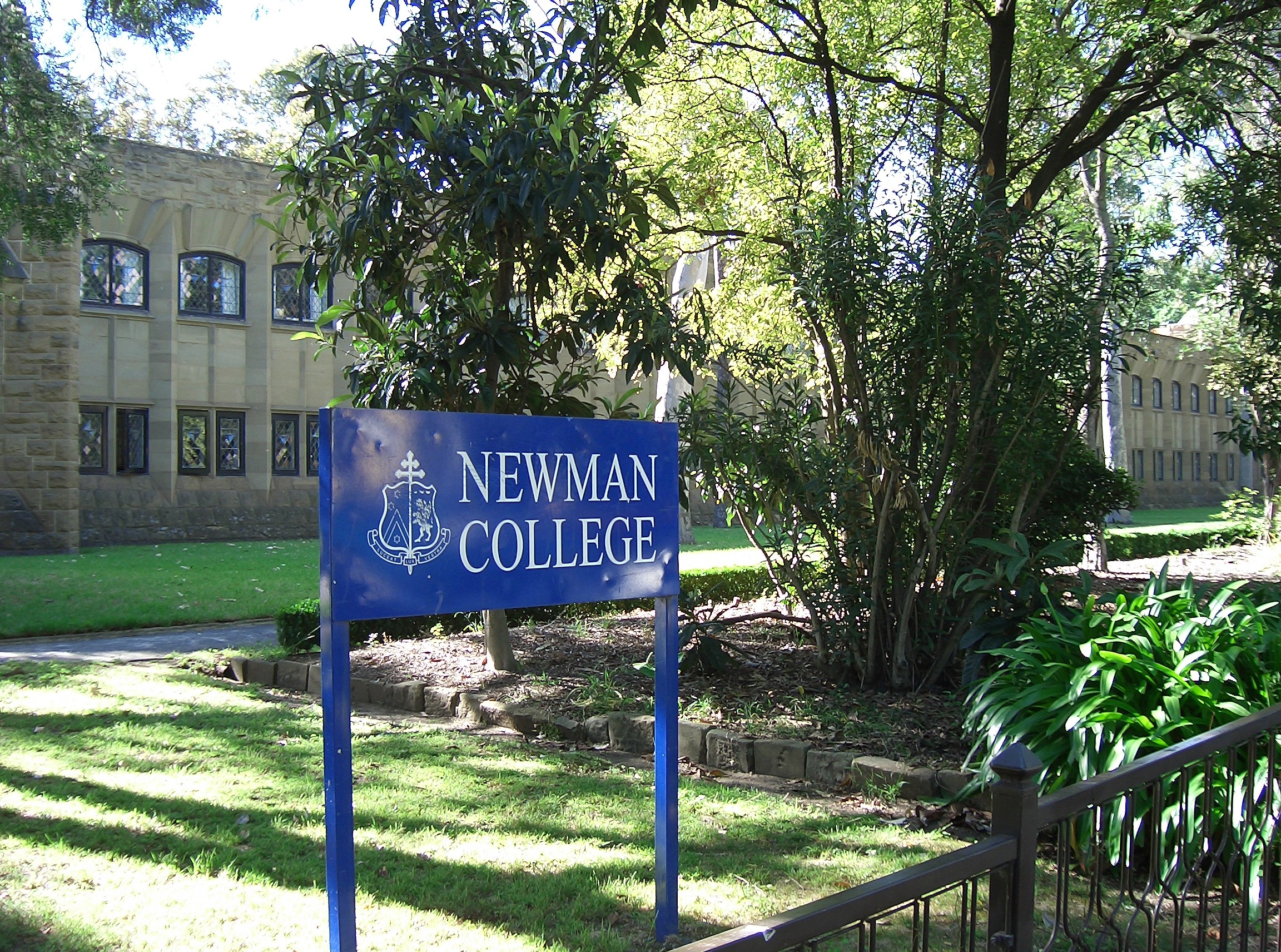
L'ala Mannix si affaccia su Swanston Street.

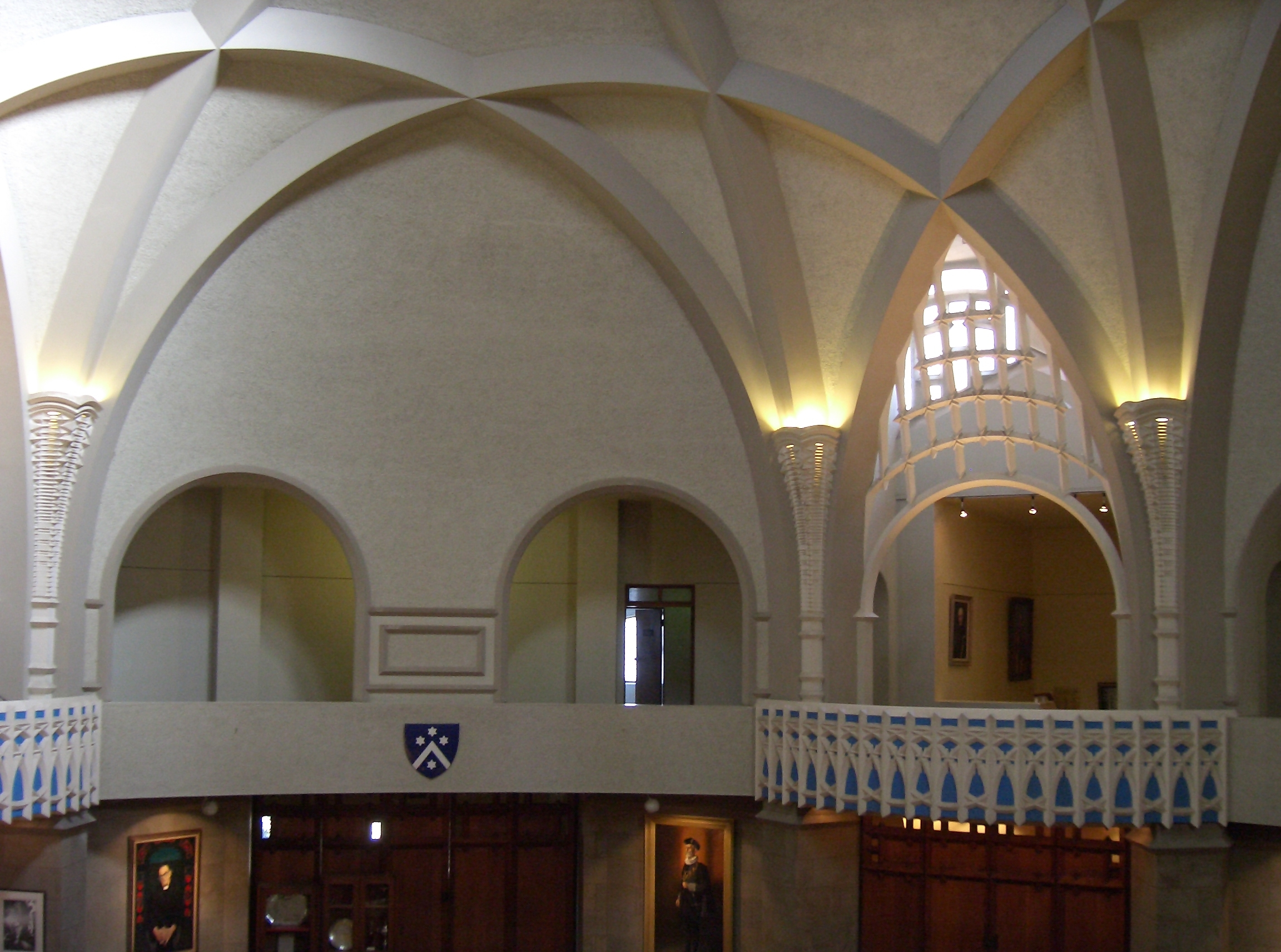
Interno della sala mensa

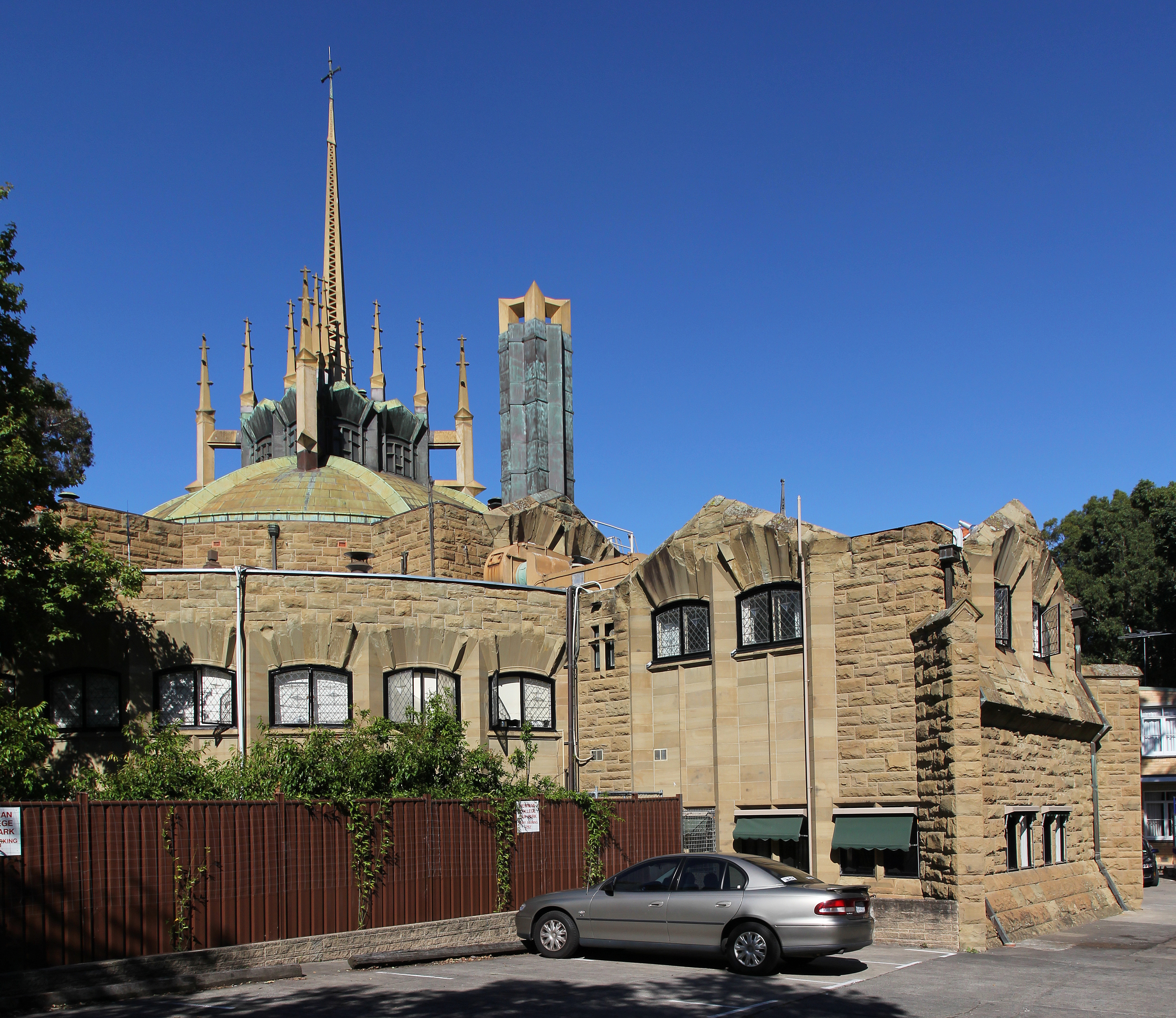
Opera bugnata delle pareti esterne

Il Newman College è un collegio universitario residenziale per studenti fuori sede affiliato all'Università di Melbourne. Di ispirazione cattolica, è gestito dalla Compagnia di Gesù e impostato secondo il modello di coeducazione.
L'istituzione è dedicata all'importante figura del teologo John Henry Newman (1801 – 1890): questi, dapprima prete anglicano ed esponente di spicco del Movimento di Oxford, approdò poi alla conversione al cattolicesimo e giunse all'elevazione a cardinale nel 1879, a opera di papa Leone XIII, e alla proclamata beatitudine nel 2010.
Durante l'anno accademico ospita studenti di varie nazionalità: circa 200 allievi undergraduate e un'ottantina tra studenti magistrali e tutor. Sebbene improntato alla religione cattolica romana, al college vengono ammessi, senza alcun obbligo o restrizione, studenti appartenenti a ogni credo o confessione, comprese, in particolare, la religione islamica e l'ebraismo.

## Storia
La costruzione del college avvenne tra il 1916 e il 1918. Costata 90.000 dollari australiani, fu finanziata per un terzo da una donazione iniziale di un laico cattolico di Sydney, Mr. Thomas Donovan, e per i rimanenti due terzi (oltre $60,000) tramite una colletta tra le parrocchie.
Gestito dai Gesuiti, il college prende il nome dal religioso John Henry Newman, teologo cristiano del XIX secolo e cardinale di Santa Romana Chiesa, che rivestì un ruolo importante nel Movimento di Oxford e che, dapprima anglicano, nel corso della sua esperienza spirituale e teologica si era convertito alla chiesa cattolica romana: fu creato cardinale un anno prima della morte, il 12 maggio 1879, da papa Leone XIII. È stato proclamato beato da Benedetto XVI il 19 settembre 2010, durante il viaggio apostolico nel Regno Unito Il college continua a coltivarne la memoria organizzando vari eventi, come il "Cardinal Newman Dinner". Un suo ritratto è esposto in una posizione ben in vista nella Dining Hall, il locale che ospita il refettorio del collegio.
Nonostante la strettissima affiliazione con l'Università di Melbourne, nel college soggiornano anche, in minor misura, studenti che frequentano alcuni atenei vicini: la RMIT University e la Monash University (il campus di Parkville della Monash che ospita la Facoltà di Farmacia e Scienze farmaceutiche), entrambe strutture ubicate sulla Royal Parade della Università Cattolica Australiana.
Il sistema collegiale nacque come risposta alla natura laica e secolare dell'Università di Melbourne, quando a ciascuna delle principali chiese cristiane furono concessi terreni a nord del campus principale per fondarvi istituzioni in cui insegnare religione.
Il motto del college è Luceat Lux Vestra, una frase latina della Vulgata il cui significato è "Risplenda la vostra luce", un passo biblico che proviene dal Vangelo di Matteo (Matteo 5,14-16).
Fin dalla sua apertura, la cura della gestione del college è stata affidata in modo ininterrotto alla Compagnia di Gesù che ne esprime, di diritto, il Rettore. Dal 2015, il college è retto da padre Bill Uren, S.I., già cappellano del collegio e poi Rettore, in un primo mandato durato dal 1987 al 1990. Nel secondo mandato ha sostituito Peter L'Estrange, S.I., che aveva tenuto quella carica dal 1991 al 2015, prima di essere chiamato al Campion Hall dell'Università di Oxford.

## Architettura

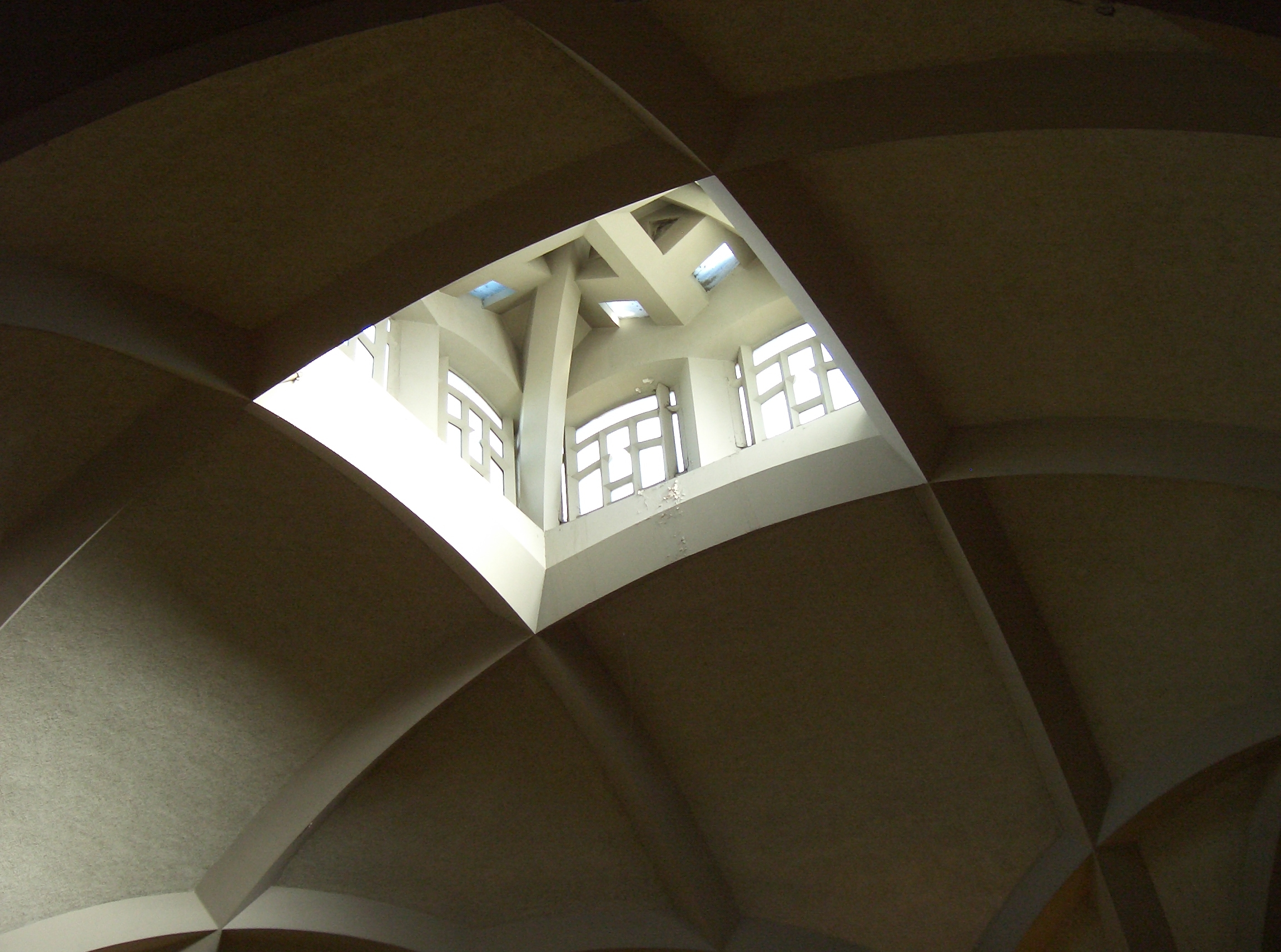
Particolare del lucernario e delle costolature della volta a cupola in cemento armato

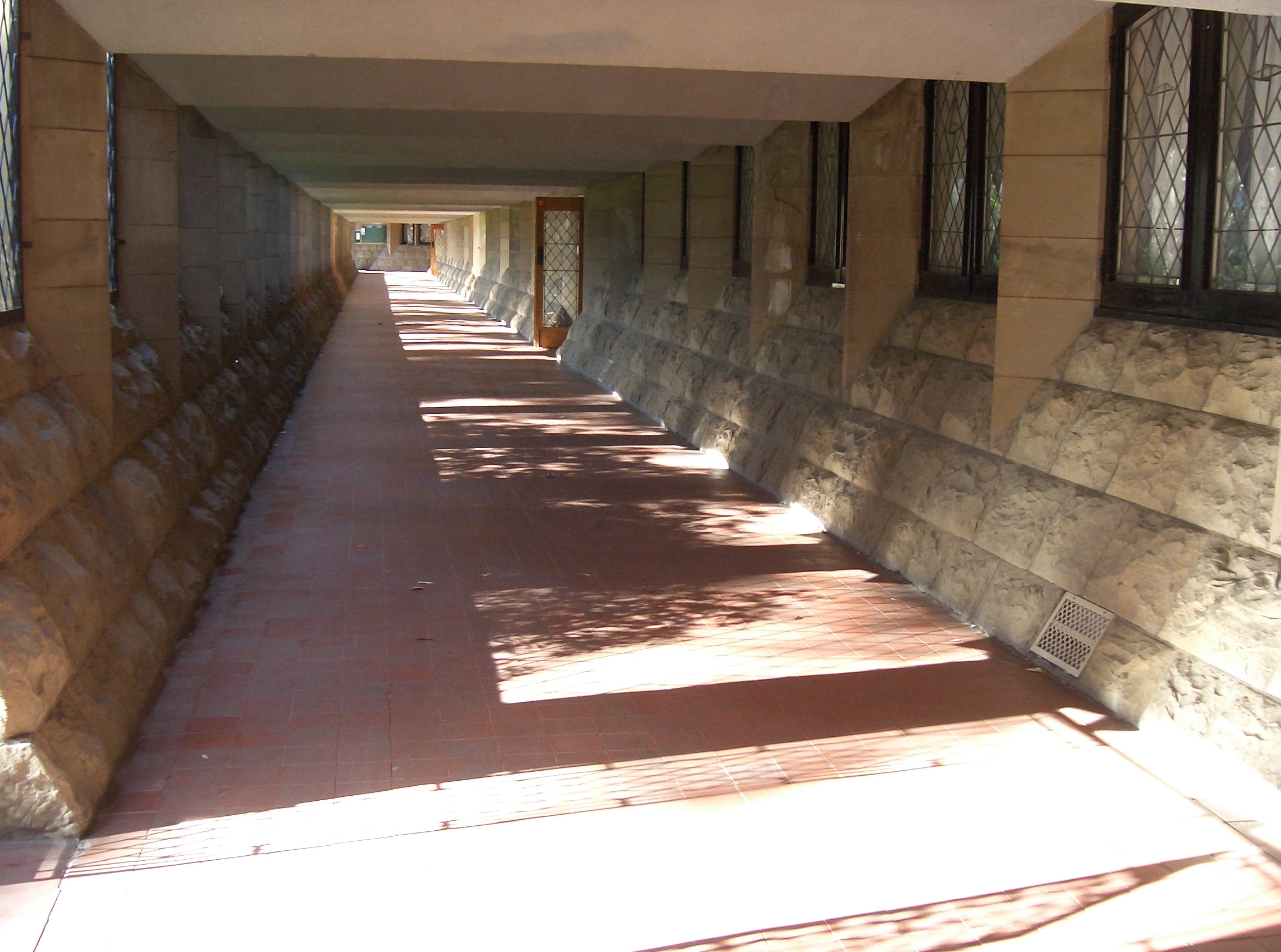
Camminatoio coperto della Mannix wing, un'ala del collegio

L'originario complesso architettonico, in stile neogotico con influenze dell'architettura di Chicago,  fu costruito tra il 1916 e il 1918 su progetto dell'architetto americano Walter Burley Griffin (1867-1937), in associazione con l'australiano August Andrew Fritsch.
La costruzione, considerata una delle sue migliori prove progettuali, evidenzia un accostamento, considerato innovativo, tra strutture in cemento e finiture in pietra. Particolare e degna di nota è anche la forma strutturale della cupola in calcestruzzo rinforzato, all'epoca una delle prime e più grandi cupole, rimasta l'unica di questo tipo mai costruita.
A Burley Griffin si deve pure, sempre in collaborazione con il suo socio Augustus Fritsch, il disegno del mobilio del college, compresi i letti originali e i peculiari arredi del refettorio (sedie, tavoli, e librerie). Il design dei mobili evidenzia la sua predilezione per superfici lignee piane ed essenziali, prive di finiture complesse, e la congenialità con l'uso di materiali tradizionali: in questo caso, legno in eventuale associazione con la pelle delle finiture imbottite, con ricorso esclusivo all'essenza di quercia (rovere). Molti di questi arredi sono ancora di uso quotidiano nel college, mentre alcuni pezzi hanno trovato posto in varie gallerie d'arte e collezioni private.
Il valore storico-culturale e architettonico del complesso ha ricevuto un riconoscimento ufficiale con la sua inclusione nella Australian National Heritage List il 21 settembre 2005, una scelta motivata dal fatto che il Newman College rappresenta "uno dei migliori esempi dell'architettura di Walter Burley Griffin in Australia" e una "significativa ed eccezionale espressione dello stile architettonico" dello stesso architetto. L'originaria opera in pietra ha subito un processo di degradazione dovuto sia all'esposizione delle superfici agli elementi atmosferici, sia al naturale degrado della materia litica utilizzata, la pietra arenaria: questo stato di cose ha richiesto un sostanziale intervento di recupero architettonico condotto sotto la guida dell'Andronas Conservation Architecture, che ha ricevuto, nel 2010, il riconoscimento dell'Heritage Architecture Award conferito dall'Australian Institute of Architects (capitolo dello stato del Victoria).

### Ampliamenti successivi

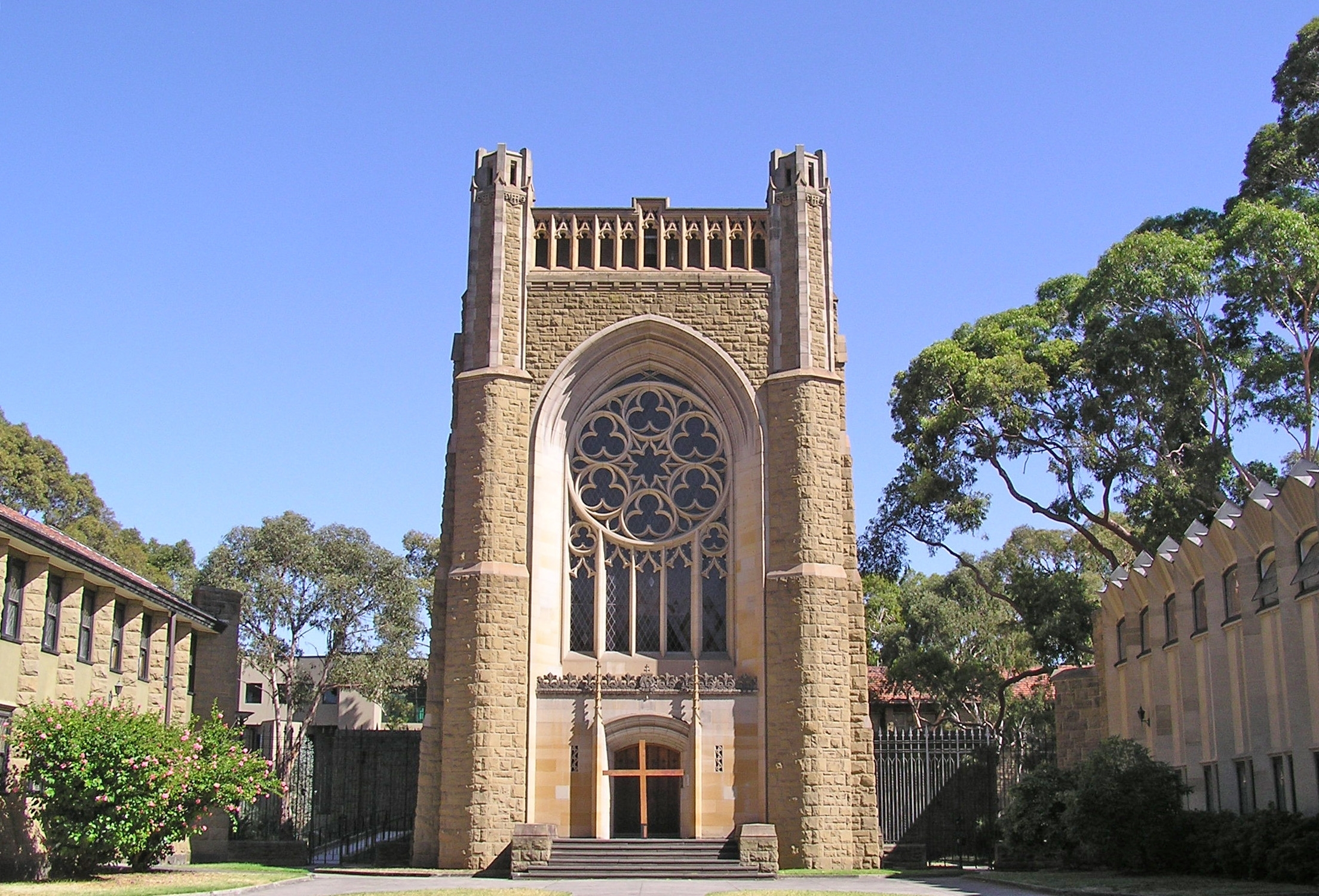
La cappella del college, dovuta a T. Payne, costruita nel 1939-42

L'originario complesso architettonico ha conosciuto interventi e ampliamenti nel corso dei decenni per adeguarlo a nuove esigenze o per ampliarne la capacità di accoglienza.

#### Chiesa dello Spirito santo
La cappella concepita da Griffin non fu mai realizzata, dapprima per il sopraggiungere dei difficili anni che fecero seguito alla prima guerra mondiale e, in epoca appena successiva, per le ristrettezze economiche e finanziarie connesse alla Grande depressione del 1929.
A causa di questo, per la celebrazione delle funzioni religiose il college si servì per anni di un piccolo oratorio mentre bisognò attendere circa due decenni perché nel 1939 si ponesse mano alla costruzione dell'edificio religioso grazie a una donazione di un benefattore (Patrick Brennan di Yarram). Mettendo da parte l'originario disegno di Griffin, la nuova chiesa del collegio, dedicata allo Spirito santo, fu realizzata durante la seconda guerra mondiale: iniziata nel 1939, fu completata e consacrata tre anni più tardi, nel 1942. A progettarla fu lo studio associato Connolly, Dale and Payne, in cui il ruolo guida fu interpretato dal progettista principale, Thomas Payne, prolifico autore di edifici religiosi, esperto nell'uso della opera in pietra.

#### Kenny buildingeDonovan building

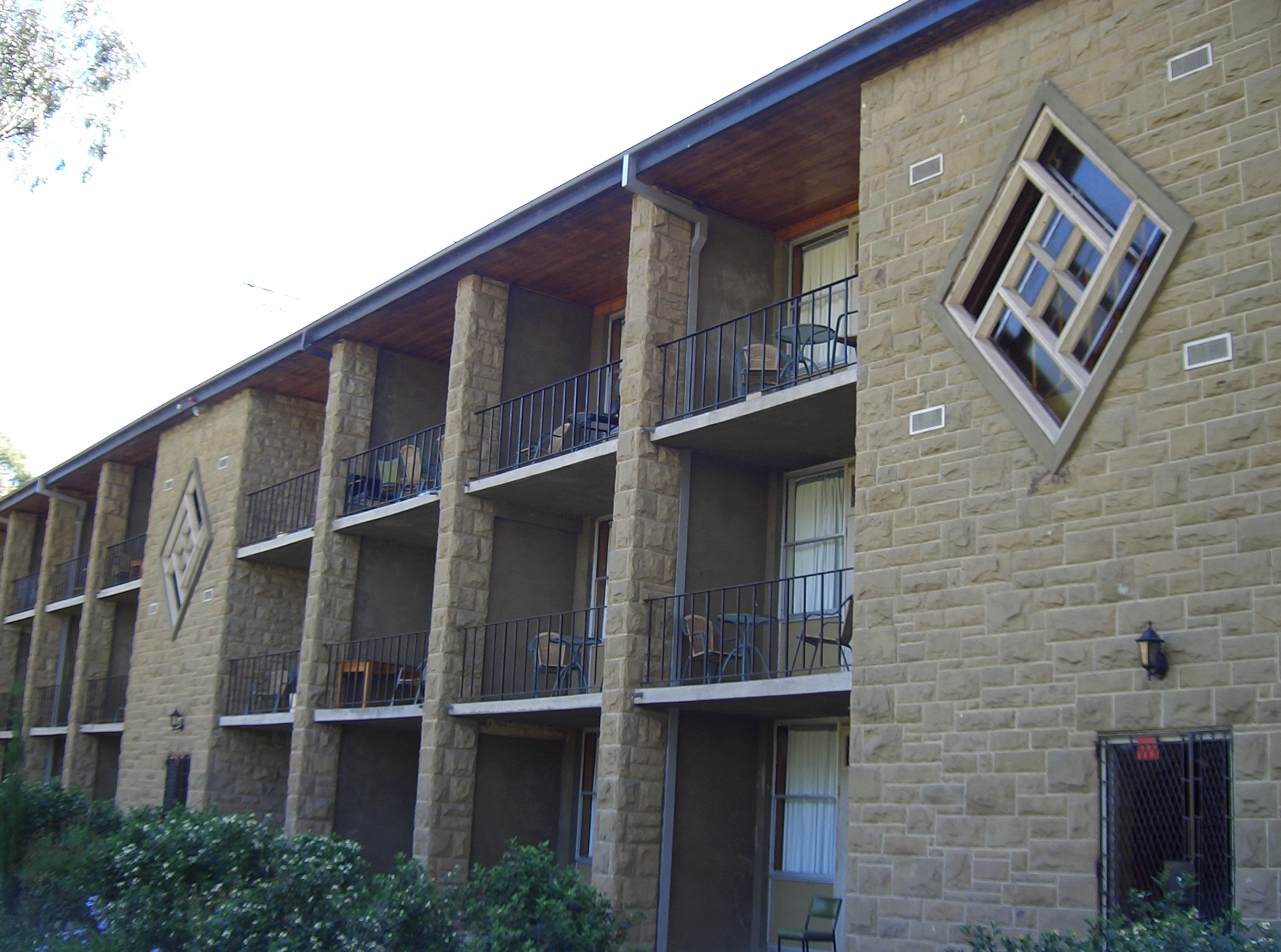
Il Donovan building, frutto di un ampliamento inaugurato nel 1961, destinato ad abitazioni studentesche

Al progettista Thomas Payne si deve anche il design di due nuove ali del collegio, inaugurate nelle due decadi successive per ampliare l'offerta residenziale: la Kenny wing, fu inaugurata nel 1958 e dedicata a un benefattore laico autore di cospicui finanziamenti; la Donovan wing fu inaugurata tre anni più tardi, nel 1961, e dedicata a Thomas Donovan, il benefattore laico a cui si deve un grande contributo economico iniziale all'epoca della nascita del college.

### Allan & Maria Myers Academic Centre
L'Allan & Maria Myers Academic Centre (o St Mary's Newman Academic Centre) è un edificio che si è aggiunto all'originario complesso concepito da Burley Griffin. La struttura si trova a metà strada con il St Mary's College, con cui è condivisa. Fu completata nel 2004 su progetto dello studio di architettura Edmond and Corrigan, che vedeva associati i coniugi Peter Russell Corrigan e Margaret (Maggie) Leonie Edmond.
Il centro offre un programma di eventi pubblici e ospita una biblioteca che contiene numerose opere acquisite dai due college nel corso della loro storia, messe a disposizione del pubblico a fini di studio e ricerca. L'accesso in libreria per gli studenti residenti è garantito 7 giorni su 7 per 24 ore al giorno, mentre l'orario di apertura al generale pubblico esterno è più ristretto: dal lunedì al venerdì, dalle 9:00 alle 17:00, su appuntamento. L'ingresso è consentito dalle reception del Newman College (al numero 887 di Swanston St.) e del Mary's College (n. 871 di Swanston St).

#### Collezioni librarie
I nuclei più rilevanti della dotazione libraria e documentale del centro sono la sezione irlandese (Newman College Irish collection) e la Manuscript studies collection.

##### Manuscript studies collection
La collezione è dedicata allo studio dei manoscritti dell'arte medievale e rinascimentale: si compone di libri e materiali raccolti in oltre mezzo secolo di attività di insegnamento e ricerca della studiosa d'arte Margaret Manion, professoressa emerita a Melbourne.

##### Collezione O'Donnell
La Newman College Irish collection (chiamata anche O'Donnell Collection), è una collezione per gli studi irlandesi creata nel 1924 tramite un lascito al collegio. In origine consisteva di circa 700 libri e 300 fascicoli, molti in lingua irlandese, che avevano costituito la biblioteca personale di Nicholas O'Donnell, uno studioso di lingua irlandese a Melbourne dei primi del XX secolo. Circa metà della collezione è costituito da opere storiche. Il resto ha a che vedere con lingua, letteratura, biografia, religione, politica, viaggi e descrizioni, con alcune opere di musica, oltre a qualcuna su pedagogia e istruzione.
Ogni anno viene assegnata la O'Donnell Fellowship, una borsa di studio conferita a un visiting scholar per permettergli di compiere ricerche nella Collezione O'Donnell detenuta dal college.

## Vita studentesca

### Club studenteschi
Tutti gli ospiti undergraduate sono accettati come membri del Newman College Students' Club (NCSC), un'associazione studentesca interna, gestita con statuto di autogoverno, che organizza eventi ordinari e speciali della vita interna del college o in relazione con altri collegi.
Il club studentesco governato da un comitato esecutivo (il general committee: comitato generale), un organo selezionato tramite elezioni che si indicono ogni anno. Presidente, tesoriere, e functions representative, sono cariche a elezione diretta, mentre altre varie responsabilità vengono assegnate dal presidente a membri eletti nel comitato generale. Tra le responsabilità distribuite con mandato ai membri comitali vi sono il vice-presidente, il segretario, il servizio di comunità, la cultura e gli sport femminili e maschili.

### Attività extra-curriculari
Il college pone una notevole enfasi sulla partecipazione ad attività che si affianchino a quelle curricolari, con sport e arti drammatiche a giocare un ruolo importante nella vita degli ospiti. Nel 2011 è stata prodotta la rappresentazione teatrale di A Chorus of Disapproval di Alan Ayckbourn. In molte occasioni, durante tutto l'anno, vengono organizzate delle soirée intercollegiali in cui gli studenti posso mettere in mostra i loro talenti, con l'assegnazione del Peter L'Estrange SJ Prize alla fine di ogni anno accademico ai migliori attori del collegio. Vi è poi il Very Reverend Michael Scott SJ Prize, una competizione artistica annuale a cui il college concorre come importante protagoniste di sfide sportive, soprattutto nel calcio, nel netball, nel softball, e nel tennis.
Gli studenti del Newman hanno anche una grande cultura sportiva, avendo vinto più della metà dei tornei calcistici a cui il collegio ha partecipato. Nel 2011, il college ha vinto i tornei intercollegiali di hockey maschile, calcio, basketball.

### Daniel Mannix Memorial Lecture
La Memorial Lecture dedicata all'arcivescovo Daniel Mannix ha avuto inizio nel 1977. Mannix, terzo arcivescovo cattolico di Melbourne, ebbe un ruolo guida nella fondazione del college e nel miglioramento delle opportunità per studenti cattolici.

### Cene formali
Cene di gala o in contesti formali si svolgono in varie occasioni nel corso dell'anno accademico, alle ore 18:30, nei giorni di martedì, mercoledì, e giovedì. La partecipazione non è obbligatoria, ma tutti i membri del collegio devono indossare un abbigliamento accademico e rispettare un dress code elegante del tipo western business (giacca e cravatta). Vi sono numerose occasioni, durante l'anno accademico, che richiedono il rispetto di un codice di abbigliamento formale del tipo black tie dress code, tra cui il Club degli Studenti, le cene di addio (chiamate con la formula latina di commiato Valete), le cerimonie di laurea. Alle cene formali si osservano le tradizionali formalità, con gli studenti che entrano nella sala e stanno sul posto fino all'arrivo dei membri del tavolo d'onore: il rettore, i membri della Senior Common Room e altri ospiti invitati - che entrano in processione e, dopo che ha suonato la campanella, viene recitata la preghiera di ringraziamento. È considerato scortese a lasciare la sala prima della preghiera di grazia finale. le cene formali sono seguiti da incontri dello Students' Club nel coffee lounge adiacente alla sala da pranzo.

### Senior Common Room
Tutti i membri dell'amministrazione del collegio, insieme ai tutor, accademici ospiti, e studenti postgraduate (e qualche studente undergraduate più anziano), compongono la Senior Common Room (SCR). Al pari della Junior Common Room, la SCR elegge ogni anno un presidente, un segretario, e un tesoriere, che, tra le altre funzioni in portafoglio, organizzano numerosi eventi durante l'anno.
La Senior Common Room  è responsabile dell'organizzazione del Michael Scott Art Prize e del Newman Tracts Publication.

## Seminari pubblici
Il Newman College ospita con regolarità seminari di studio sulla lingua e letteratura irlandese: l'iniziativa, aperta al pubblico e a chiunque voglia assistervi, dà l'opportunità agli studiosi che vi prendono parte di presentare il loro risultati su un'ampia gamma di argomenti.

## Amministrazione
A sovrintendere sulla governance dell'istituzione è il Consiglio del collegio, organo presieduto, di diritto, dall'arcivescovo cattolico di Melbourne. Dell'organo amministrativo fanno parte il Rettore, altri tre vescovi diocesani dello stato del Victoria (dalle diocesi di Sandhurst, Ballarat, e Sale), alumni del college e membri dell'università. I componenti del consiglio sono di nomina arcivescovile. Ogni anno il rettore sceglie due alumni a ricoprire, nell'organo, la funzione di rappresentanti degli studenti.
Il presidente del Club studentesco ha un ruolo di osservatore che relaziona al consiglio sulla vita nel college.
Nel 2012, il consiglio del collegio ha istituito le cariche di "provost" e "deputy provost and dean" cui spetta l'incarico di sovrintendere dell'amministrazione quotidiana e del mantenimento del college. Il rettore rimane, in via ufficiale, a capo del college e deve essere sempre un prete gesuita.
Altre figure amministrative sono il cappellano, il business manager, il services manager, il senior tutor.

## Rettori
- James O'Dwyer SJ (1918–1919)
- Albert Power SJ (1919–1923)
- Jeremiah Murphy SJ (1923–1954)
- Philip Gleeson SJ (1954–1961)
- Michael Scott SJ (1961–1968)
- Gerald Daily SJ (1968–1977)
- Brian Fleming SJ (1977–1986)
- William Uren SJ (1987–1990)
- Peter L'Estrange SJ (1991–2005)
- William Uren SJ (2006–)